# Kapilara
Kapilara – rurka tak cienka, że praktycznie cała przepływająca przez nią ciecz znajduje się w polu oddziaływania sił związanych z jej ściankami i cieczy bezpośrednio przylegającej do ścianek, w wyniku czego prędkość poruszania się cząsteczek silnie zależy od odległości od ścianek (profil paraboliczny). W kapilarnych kolumnach do chromatografii gazowej praktycznie wszystkie cząsteczki przepływającego gazu znajdują się w polu oddziaływania fazy stacjonarnej (na przykład cieczy pokrywającej wewnętrzne ścianki rurki).
Dokładne określenie, od jakiej średnicy wewnętrznej można uznać daną rurkę za kapilarną, jest kwestią umowną. Zwykle przyjmuje się, że rurka jest kapilarą, gdy wewnątrz niej zachodzą zjawiska typowe dla przepływu kapilarnego. Zalicza się do nich:
- przepływ niezgodny z prawem Bernoulliego – w kapilarach o odpowiedniej powierzchni ciecz może płynąć do góry mimo braku ciśnienia hydrostatycznego i nawet wbrew niemu; wynika to z faktu, że w kapilarach górę biorą oddziaływania cieczy z powierzchnią rurki, a nie zjawiska zachodzące w samej cieczy;
- kondensacja kapilarna, mająca to samo podłoże co przepływ niezgodny z prawem Bernoulliego.

Zjawiska kapilarne zachodzą nie tylko w rurkach, ale także w bardzo małych porach oraz odpowiednio cienkich szczelinach. Dzięki zjawisku przepływu kapilarnego woda w roślinach może być transportowana na wysokość powyżej 10 m (wysokość słupa wody odpowiadająca ciśnieniu atmosferycznemu na poziomie morza), a krew poprzez włośniczki (zwane też kapilarami) dociera do najodleglejszych tkanek bez konieczności stosowania wysokiego ciśnienia. W technice zjawisko przepływu i kondensacji kapilarnej jest wykorzystywane w membranach kapilarnych, na przykład Gore-Tex.

## Zastosowanie
- miedziane rurki kapilarne w małych urządzeniach chłodniczych, jako elementy rozprężne
- rurka łącząca zbiorniczek atramentu ze stalówką w wiecznym piórze (wynalezionym przez Lewisa Watermana)